# الإعلام البطيء
الإعلام البطيء أو الوسائط البطيئة، هي حركة تركز على وتيرة إنتاج واستهلاك الوسائط في العصر الرقمي. يدعو إلى طرق بديلة لصنع واستخدام الوسائط التي تكون أكثر تعمدًا، وأكثر إمتاعًا، وأطول أمدًا، وأفضل بحثًا، وأكثر أخلاقية، وذات جودة أعلى بشكل عام.
تم تطوير الوسائط البطيئة استجابة لتنسيقات الوسائط المعقدة وأساليب الاتصال الفوري المميزة للثقافة الرقمية، والتي يتم فيها "تحديث كميات كبيرة من المعلومات في الوقت الفعلي وتكون دائمًا في متناول يدك". ينتقد مؤيدو الوسائط البطيئة المجالات التي يتم فيها إنتاج الوسائط ومشاركتها واستهلاكها لتقييم السرعة والعرض الدرامي ، من أجل جذب الانتباه وزيادة الجماهير ، على مضمون ومصداقية العمل.

## الشروط ذات الصلة
تعد الوسائط البطيئة فرعًا من فروع الحركة البطيئة ، وتُعرف أيضًا باسم العيش البطيء . ترتبط الوسائط البطيئة ارتباطًا وثيقًا بحركات التدوين البطيء ، والكتب البطيئة ، والتواصل البطيء ، والصحافة البطيئة ، والأخبار البطيئة ، والقراءة البطيئة ، وحركات التلفزيون البطيء ( التلفزيون البطيء) ، وتستخدم أحيانًا كمصطلح يشمل كل هذه الجوانب.

## الفلسفة والممارسات

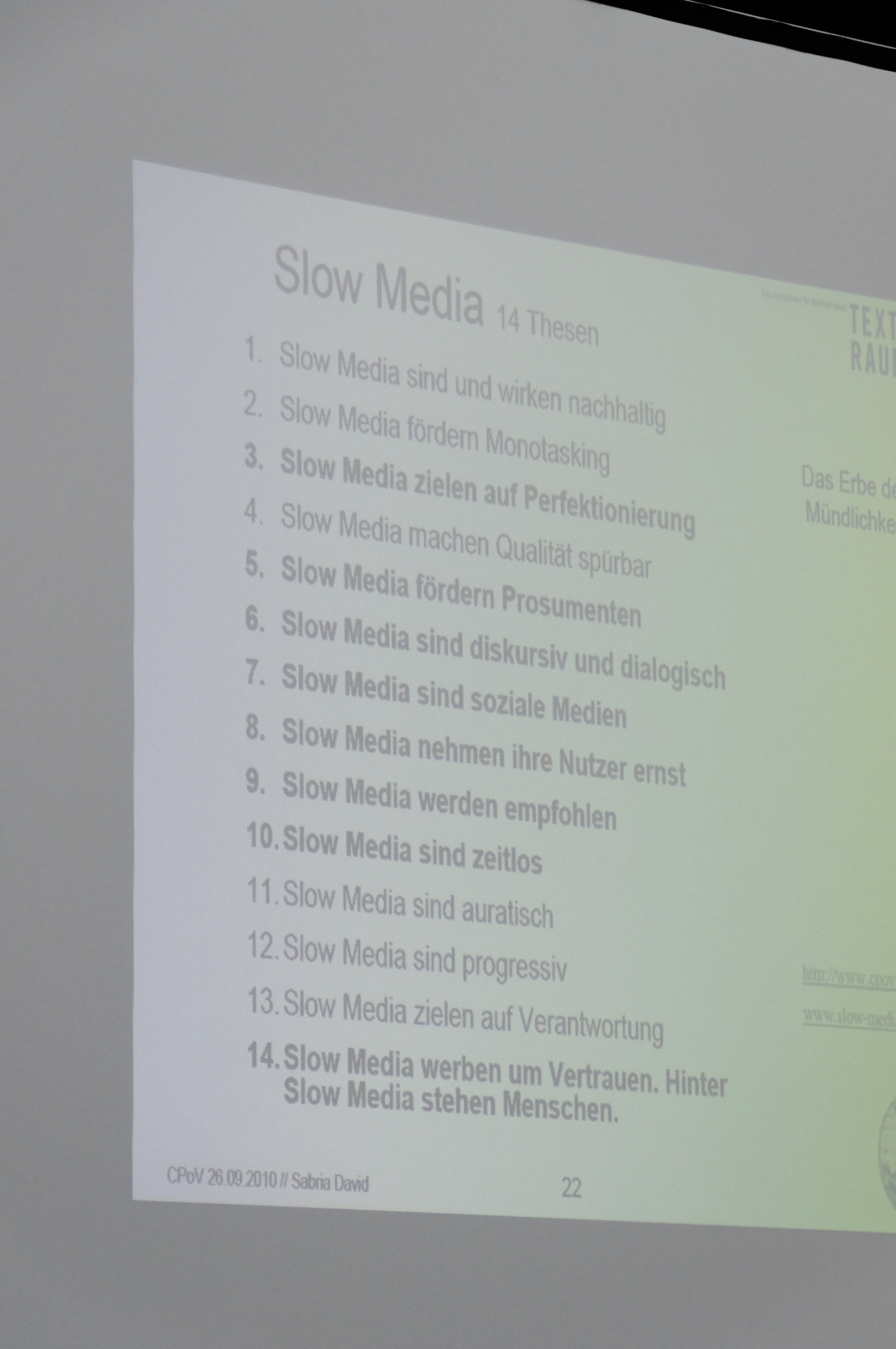
بيان الإعلام البطيء كما تم تقديمه في مؤتمر في لايبزيغ (2010)

مصطلح "الوسائط البطيئة" تم صياغته بشكل عفوي في العديد من الأماكن من قبل العديد من الأشخاص حوالي 2002-2009. روج الكتاب والمراسلين والمخرجين والمعلقين (بما في ذلك أريانا هافينغتون) لمفهوم الوسائط البطيئة في منشورات مثل المحيط الأطلسي و فوربس و المانحون في الفنون و هافينغتون بوست و صحيفة تايمز أوف لندن و إمْكانيّة و أخبار روكي ماونتن و صحيفة وول ستريت جورنال، صحيفة واشنطن بوست ، وكذلك في مجموعات فيس بوك ، ومجموعة واسعة من المدونات ، وأماكن أخرى. يتخذ أنصار الوسائط البطيئة عملية إعداد الطعام بشكل البطيء كنموذج لهم. كتب بينيديكت كولر وصابريا ديفيد ويورغ بلومتريت في "بيان الوسائط البطيئة" المنتشر على نطاق واسع: "مثل الاكل البطيء، لا تتعلق الوسائط البطيئة بالاستهلاك السريع ولكن باختيار المكونات بعناية وإعدادها بطريقة مركزة". قالوا إن الوسائط البطيئة ليست رفضًا للسرعة والتزامن في الوسائط الرقمية بل هي "موقف وطريقة لاستخدامها". وفقًا لهذا البيان وبسبب تسارع مجالات الحياة المتعددة، أصبحت جزر البطء المتعمد ممكنة وضرورية للبقاء".
المخرج الوثائقي غريغوري كويز روج لمفهوم الوسائط البطيئة لإنتاج الفيديو كوسيلة "لإنهاء استعمار" الإعلام. تحقيقا لهذه الغاية، يوفر موقع مجتمع الإعلام البطيء إرشادات لإنشاء محتوى بالإضافة إلى استضافة مكتبة من مقاطع الفيديو ذات الإطار الثابت والطويلة التي تركز على "الوقت الحقيقي للطبيعة" والثقافة البشرية.

## للمزيد من القراءة
- جونسون ، كلاي (2012). حمية المعلومات: حالة للاستهلاك الواعي . سيباستوبول ، كاليفورنيا: أورايلي ميديا.
- لوفر ، بيتر (2011). الأخبار البطيئة: بيان لمستهلك الأخبار الحرجة . كورفاليس ، خام: مطبعة جامعة ولاية أوريغون.
- راوخ ، جينيفر (2018). الإعلام البطيء: لماذا يعتبر بطيء مُرضيًا ومستدامًا وذكيًا . نيويورك وأكسفورد: مطبعة جامعة أكسفورد.

## أنظر أيضا
- اقتصاد الاهتمام
- الصحافة البطيئة
- حركة بطيئة
- قراءة بطيئة

## الروابط الخارجية
- مجتمع الوسائط البطيئة
- بيان الاتصال البطيء
- شركة الصحافة البطيئة
- مدونة "Slow Media"
- "البيان الإعلامي البطيء"
- "Slow News" (فيلم)